# 里卡多·马格纳尼
里卡多·马格纳尼（義大利語：Riccardo Magnani，1963年—）是一位意大利的科普作家和记者，出生于莱科。马格纳尼专攻艺术和历史领域，尤其以对莱昂纳多·达·芬奇和文艺复兴时期的深入研究而闻名。 
在获得米兰博科尼大学经济与商业学士学位后，里卡多·马格纳尼将他的职业生涯致力于研究和传播莱昂纳多·达·芬奇的作品和思想。凭借对文艺复兴时期和莱昂纳多的深刻理解，马格纳尼撰写了许多书籍，为揭示这位意大利天才的生平和作品的各个方面带来了新的光芒。
除了作为一名作家外，马格纳尼还在世界各地举办了许多讲座，与国际大众分享他的知识和发现。他被认为是莱昂纳多·达·芬奇领域最权威的专家之一，并为传播他的文化遗产做出了重大贡献。
马格纳尼最著名的作品包括《莱昂纳多·达·芬奇的秘密使命：从埃及亚历山大到特里奥》和《这不是莱昂纳多·达·芬奇：关于莱昂纳多·达·芬奇和文艺复兴时期的未被揭示的历史》。这两本书都提供了对这位伟大意大利艺术家的生平和作品的创新和深入的视角。
马格纳尼因其在科学普及和推广意大利文化方面的贡献而获得了许多奖项。他对研究的热情和传播知识的承诺在文艺复兴研究和科学普及领域留下了深远的印记。